# Buulbuullijster
De buulbuullijster (Arcanator orostruthus synoniem: Modulatrix orostruthus) is een zangvogel uit de familie Arcanatoridae (vlekkeellijsters). Het is een kwetsbare, vogelsoort van gebergtebossen in Tanzania en Mozambique.

## Kenmerken
De vogel is 17 cm lang. Het is een middelgrote, lijsterachtige vogel, olijfbruin van boven en van onder licht citroengeel met vrij grove donkere  streepjes. De snavel is zwart, maar licht aan de basis.

## Verspreiding en leefgebied
Deze soort telt drie ondersoorten:
- A. o. amani: noordoostelijk Tanzania in het Usambaragebergte
- A. o. sanjei: zuidelijk Tanzania in het Udzungwagebergte
- A. o. orostruthus: noordelijk Mozambique rond Mount Namuli in de provincie Zambezia.

Het leefgebied bestaat uit vochtig, tropisch montaan bos met een gesloten kroonlaag en veel ondergroei op hoogten tussen 1300 en 1700 m boven zeeniveau.

## Status
De buulbuullijster heeft een beperkt verspreidingsgebied en daardoor is de kans op uitsterven aanwezig. De grootte van de populatie werd in 2012 door BirdLife International geschat op 6 tot 15 duizend individuen en de populatie-aantallen nemen af door habitatverlies. Het leefgebied wordt aangetast door selectieve houtkap of volledige ontbossing waarbij natuurlijk bos wordt omgezet in gebied voor agrarisch gebruik en menselijke bewoning. Per regio zijn de bedreigingen verschillend in aard en hevigheid, maar overal raakt het overblijvende leefgebied versnipperd. Om deze redenen staat deze soort als kwetsbaar op de Rode Lijst van de IUCN.